# Pseudoteyl
Pseudoteyl là một chi nhện trong họ Nemesiidae.
Pseudoteyl được miêu tả năm 1985 bởi Main.

## Soort
Pseudoteyl có các loài sau:
- Pseudoteyl vancouveri Main, 1985